# Kumlika surda
Kumlika surda är en insektsart som först beskrevs av Oshanin 1913.  Kumlika surda ingår i släktet Kumlika och familjen Dictyopharidae. Inga underarter finns listade i Catalogue of Life.